# Margot Schindler
Margot Schindler (* 14. Dezember 1952 in Hoheneich) ist eine österreichische Volkskundlerin.

## Leben
Margot Schindler studierte Volkskunde, Kunstgeschichte und Slawistik bei Leopold Schmidt an der Universität Wien. Sie arbeitet seit 1979 im wissenschaftlichen Dienst des Österreichischen Museums für Volkskunde in Wien und war von 2006 bis 2013 ebendort Direktorin.
Margot Schindler hat wesentliche Beiträge zur Volkskunde Österreichs veröffentlicht, darunter grundlegende Arbeiten zur Sage und Legende des Waldviertels sowie zur Zeitgeschichte. Sie ist Mitarbeiterin an der Bibliographie zur Volkskunde Österreichs, war 1992–1998 Generalsekretärin des Österreichischen Nationalkomitees von ICOM, war von 2001 bis 2013 Generalsekretärin des Vereins für Volkskunde in Wien und redigierte von 1982 bis 2004 das Nachrichtenblatt „Volkskunde in Österreich“ sowie von 1992 bis 2006 die „Österreichische Zeitschrift für Volkskunde“ und ist deren Mitherausgeberin.

## Publikationen
- Die Kuenringer in Sage und Legende. Wien 1981.
- Waschtag. Altes Gerät: Traditionelle Arbeitsweisen und Brauch beim Wäschewaschen. Wien 1981.
- Unter der Bedeckung eines Hutes. Hauben und Hüte in der Volkstracht. Wien 1984.
- Wegmüssen. Die Entsiedlung des Raumes Döllersheim (Niederösterreich) 1938–1943. Wien 1988.
- mit Manfred Koller: Fastentuch und Kultfiguren. Wien 1996.
- Johann Georg Grasel (1790–1818): Mythos versus Realität. Carinthia I – 191, 2001, S. 521ff.